# Wish (Arashi)
Wish è un brano musicale del gruppo musicale giapponese Arashi, pubblicato come loro quindicesimo singolo il 16 novembre 2005. Il brano è incluso nell'album Arashic, ottavo lavoro del gruppo. Il singolo ha raggiunto la prima posizione della classifica Oricon dei singoli più venduti in Giappone, vendendo 307.584. Il singolo è stato certificato disco di platino. Il brano è stato utilizzato come tema musicale del dorama televisivo della TBS Hana Yori Dango, che vede protagonista Jun Matsumoto.

## Tracce
CD Singolo JACA-5027
1. WISH
2. Ichioku no Hoshi (イチオクノホシ)
3. WISH (Original Karaoke)
4. Ichioku no Hoshi (Original Karaoke) (イチオクノホシ)

## Classifiche
| Classifica (2005) | Posizione più alta |
| ----------------- | ------------------ |
| Giappone (Oricon) | 1                  |